# グレーター・ヒューストン日本人会
グレーター・ヒューストン日本人会（ぐれーたー・ひゅーすとんにほんじんかい略称：ヒューストン日本人会、英称：Japanese Association of Greater Houston、英略称： JAGH）はアメリカ合衆国テキサス州ヒューストンの日本人・日系人および、日本語・日本文化に興味のある人々を会員とする非営利団体。

## 歴史
- 2003年 ヒューストン在住の物理学者であるテキサス大学教授松本利松が設立。初代会長に就任
- 2005年 直木純二郎が2代目会長に就任
- 2007年 ヒューストン在住の医師・医学者であるベイラー医科大学教授能勢之彦が3代目会長に就任
- 2009年 上野洋一が4代目会長に就任[2]
- 2011年 武智真二が5代目会長に就任[3]
- 2011年 東日本大震災の復興チャリティのため日本復興基金を設立[4][5]
- 2013年 松村博夫が6代目会長に就任
- 2015年 武智真二が7代目会長に就任
- 2017年 武智真二が8代目会長に就任
- 2019年 武智真二が9代目会長に就任
- 2021年 武智真二が10代目会長に就任

## 歴代会長
- 松本利松
- 直木純二郎
- 能勢之彦
- 上野洋一
- 武智真二
- 松村博夫

## 関連する組織
- 在ヒューストン日本国総領事館[6]
- ヒューストン日本商工会[7]
- ヒューストン日米協会[8]
- 日系人連盟ヒューストン支部[9]